# Joanna Koroniewska
Joanna Koroniewska (sinh ngày 27 tháng 5 năm 1978 tại Toruń, Ba Lan) là một diễn viên điện ảnh, diễn viên truyền hình và diễn viên sân khấu người Ba Lan. Cô nổi tiếng nhất với vai diễn trong sê-ri phim truyền hình của Ba Lan mang tên M jak miłość (L as in, Love).
Năm 2006, Joanna Koroniewska tham gia mùa thứ ba của chương trình truyền hình nổi tiếng lúc bấy giờ là Taniec z gwiazdami (Dancing with the Stars). Bạn nhảy của cô là Robert Kochanek. Họ đã giành được vị trí thứ ba. Cùng với huấn luyện viên thanh âm của mình là Łukasz Zagrobelny, trong khoảng thời gian từ ngày 3 tháng 3 đến ngày 3 tháng 4 năm 2010, Joanna Koroniewska tham gia mùa đầu tiên của chương trình truyền hình Tylko nas dwoje (Just The Two Of Us) và cả hai đạt thứ hạng 8.

## Thành tích nghệ thuật

### Vai diễn
- 2000–2013: M jak miłość (L for Love) trong vai Małgorzata Chodakowska, con gái của Mostowiak
- 2003: Zwierzę powierzchni trong vai Magda
- 2006: Cold Kenya trong vai Magda
- 2008: Niania
- 2010: Daleko od noszy trong vai luật sư Alicja
- 2012: Julia trong vai Patrycja, người yêu của Janek Janicki[1]
- 2012: Hotel 52 trong vai Diana[2]
- 2013: Komisarz Alex trong vai ngôi sao

### Tác phẩm lồng tiếng
- 2005: Herbie: Fully Loaded trong vai Maggie Peyton
- 2006: Barnyard trong vai Daisy
- 2007: Out of Jimmy's Head trong vai Yancy Roberts
- 2009: Janosik. Prawdziwa historia trong vai Barbara
- 2009: Janosik. Prawdziwa historia trong vai Barbara
- 2009: Hannah Montana: The Movie trong vai Lorelai